# Наглядова журналістика
Наглядова журналістика (анг. watchdog journalism, досл. журналістика "сторожової собаки") — самостійний розділ, а також функція журналістики, яка інформує громадськість про події в державних інституціях та суспільстві, особливо в умовах, коли значна частина громадськості вимагає від них певних змін. Вона може містити такі напрямки:
- Фактчекінг (анг. fact-checking) - звітність про перевірку фактажу заяв державних службовців та керівників підприємств
- Інтерв'ювання (опитування) - публічних осіб стосовно соціально-значущої проблематики
- Репортажі з місця подій, що дають змогу отримати інформацію безпосередньо під час заходів, які представники громадськості не могли б інакше відвідати, а також для спостереження за ними в ширшому колі суспільства
- Журналістське розслідування, що передбачає збір інформації про певну тему протягом тривалого періоду часу

Як і буквальне значення «сторожова собака», який гавкає, коли помічає порушника, роль "сторожового собаки" в сенсі журналістики означає попередження інших, коли виявлено проблему. Загальними суб’єктами наглядової журналістики є урядовий процес прийняття рішень, корпоративне шахрайство, незаконна діяльність, аморальність, питання захисту прав споживачів та охорона довкілля. Наглядова журналістика може бути розміщена в різних засобах масової інформації, таких як радіо, телебачення, Інтернет та друковані засоби масової інформації, де вона може розглядатися як "унікальна сила газет", і в додаткових засобах масової інформації та поняттях, таких як блоги і громадська журналістика. Журналістів watchdog також називають "сторожами", "агентами соціального контролю" або "моральними опікунами" .

## Роль і функції наглядової журналістики
Оскільки функції журналістики доцільно поділяти на загальні та спеціальні, або атрибутивні та локальні, то функція "сторожової собаки" чи "соціальної критики" характеризує передусім загальний напрямок діяльності того чи іншого засобу масової інформації . Термін watchdog (сторожова собака) виникає вперше в американській теорії журналістики, де згодом викристалізовується для позначення високопрофесійного журналістського розслідування, публікації викривальних матеріалів, а також виконання журналістом наглядової функції 
Наглядовий журналіст може виступати в якості захисника або опікуна. Роль наглядового журналіста як опікуна полягає в тому, щоб надавати громадянам інформацію, яку вони повинні мати "для запобігання зловживанню владою", і "попереджати громадян про тих, хто завдає їм шкоди" . Для реалізації ролі спостерігача, журналісти повинні знаходитись на певній відстані від влади і вміти кидати їй виклик , на відміну від «пропагандистських» журналістів , які є лояльними до влади і еліти. Через дистанціювання від партії влади та її наглядову функцію, журналістська організація часто сама виступає як четверта влада  або використовується в контексті цього терміну.  Широкий спектр тем для наглядової журналістики містить в собі "особисті скандали, фінансові порушення, політичну корупцію, збагачення державних посадовців та інші види правопорушень" . Для того, щоб викрити правопорушення, спостерігач прагне "знайти приховані докази" . Вищезгадані аспекти необхідні в діяльності наглядового журналіста, роль якого допомагати «підтримувати порядок» і «попереджати безлад» .

### "Detached watchdog" або Відсторонений наглядовий журналіст
Журналістика "відстороненої сторожової собаки" ("присвячена об'єктивності, нейтральності, справедливості та неупередженості")  є однією з чотирьох журналістських культур визначених у дослідженні проведеному дослідниками комунікацій Томасом Ханітчем (Thomas Hanitzsch), Еппом Лауком (Epp Lauk) та іншими. У дослідженні було проведено порівняльний огляд 2100 активних журналістів у всьому світі . Вона існує поряд з ідеєю журналіста як популістського розповсюджувача, агента критичних змін або опортуністичного посередника .
Метою дослідження було створення кращого розуміння журналістської культури та журналістських поглядів. Дослідження виявило чотири глобальних професійних осередків журналістів: популістський розповсюджувач, відсторонений наглядовий журналіст, агент критичних змін і опортуністичний посередник. Відсторонений наглядач - це абсолютно "відсторонений спостерігач". На додаток до функцій наглядового журналіста описаних вище, відсторонений "сторожовий собака" не є інтервенційним, але й не є залученим. Для досягнення цього статусу він повинен бути об'єктивним, нейтральним і неупередженим . І все ж, через свою наглядову функцію він висловлює своє "скептичне і критичне ставлення до влади та бізнес-еліти" . Відсторонене watchdog журналістське середовище акредитоване як найбільш типове для західного журналіста. Країни, де на час дослідження переважали ці умови знаходились в Німеччині, Австрії, США, Швейцарії та Австралії.

## Світова практика
В американських урядових прес-службах давно панує поняття, про те, що «у відкритому суспільстві ви все одно не забороните людям спілкуватися» і що «преса – як собака: якщо не кинеш їй кістку, вона може і вкусити. Тому медіа визначаються як «сторожові пси демократії», місія яких полягає в захисті цієї демократії з усією непідкупністю та принциповістю.
Таким чином наглядова  журналістика може призвести до успішної відставки можновладців. Відомим прикладом є репортаж Боба Вудворда (Bob Woodward ) і Карла Бернштейна (Carl Bernstein) про Вотергейтський скандал для The Washington Post і подальшу відставку президента США Річарда Ніксона в 1974 році. Ще один нещодавній приклад відбувся на Філіппінах, де був заарештований президент Джозеф Естрада, а згодом  подав у відставку в 2001 році. Щоденна газета Pinoy Times висвітлювала справу Естрада аж до самого "повалення Естради".
Практичне застосування фактчекінгу було продемонстроване під час першого туру теледебатів 26 вересня 2016 року між кандидатами на пост президента США Гілларі Клінтон та Дональдом Трампом. Тоді, в режимі реального часу, кілька поважних медіа, серед яких Національне громадське радіо (NPR) та The New York Times перевіряли правдивість тверджень кандидатів і відразу їх підтверджували, або спростовували. На брехні зловили обох, проте Трамп використовував значно більше неправдивої інформації . В цілому, в країні, яка гарантує свободу преси, наглядова журналістика може бути "високоефективним механізмом зовнішнього контролю над корупцією" . Разом з тим, механізми наглядової журналістики також можуть працювати в країнах, які обмежують свободу преси. Журналіст в авторитарних контекстах може й не в змозі охопити всі теми, але все ще може знайти важливу журналістську нішу. Наприклад, у Китаї, де вільна преса досі не встановлена і не гарантується, «поняття преси як контролерів влади закладено в самовизначенні журналістів» . Тут важливо, на кого спрямована критика. Журналісти можуть критикувати зловживання владою з боку окремих осіб навіть тоді, коли цю критику, спрямовану на великих державних політиків, не схвалюють і вона нездійснена для провідних журналістів . У вільних країнах "ідея ЗМІ як очі та вуха" суспільства є загально сприйнятою.

## Наглядова журналістика в Україні

### Розвиток і становлення наглядової журналістики в Україні
Історія виникнення в Україні незалежного видання, яке власне започаткувало наглядову функцію за діяльністю влади та впливової бізнес-еліти пов’язують з Українською правдою та особистістю Георгія Гонгадзе. Інтернет-видання Українська правда з’явилося на початку 2000 року і дуже швидко стало флагманом серед Інтернет-видань України, як осередок для тих, хто цікавився політичною ситуацією в Україні. Немаловажну роль в появі УП зіграли відвідини у 1999 році Вашингтону Г. Гонгадзе, О. Притулою та С. Шолохом. Пізніше Георгій Гонгадзе стане головним редактором УП, а Олена Притула заступником.
Через публікацію низки викривних матеріалів та різкої критики влади на чолі з Леонідом Кучмою, Георгій Гонгадзе постійно перебував під тиском силових структур та залякувань з їх боку. 16 вересня 2000 року журналіст зник, а пізніше було встановлено, що він був вбитий. 28 листопада 2000 року на тлі Касетного скандалу з’являються відомості, що до смерті журналіста причетний президент Леонід Кучма та його оточення, а також керівники з МВС та СБУ.
У 2004 році в Україні відбувається Помаранчева революція. Важливу роль у висвітлені подій та надання всебічної інформації під час Помаранчевої революції взяла на себе УП. Революція призводить як до щирого спротиву цензурі у провладних ЗМІ так і до замаскованого вираження політичної кон’юнктури. Разом з тим, в цей час, можна почути порівняння з «тимчасовою лібералізацією» і навіть «телевізійною революцією», а також виважені думки про необхідність «провести дискусію про відновлення журналістських стандартів та про те, як збалансовано висвітлювати діяльність органів влади». Цей етап розвитку незалежних українських ЗМІ, який також можна назвати «другим шансом» після проголошення Незалежності України у 1991 році, не був використаний в повному обсязі і ЗМІ й надалі (тією чи іншою мірою), залишалися рупором олігархічних кланів.
Часи правління Віктора Януковича (25 лютого 2010 — 22 лютого 2014) відмічені стрімким згортанням демократичних змін здобутих в Україні Помаранчевою революцією та посиленням тиску на ЗМІ. Так, 14 серпня 2010 року три українських телеканали "5 канал", ТВі та ТРК "Чорноморська" оголосили про попереджувальний ефірний страйк , а головний редактор УНІАН Олександр Харченко заявив, що «цензура Януковича значно небезпечніша, ніж цензура Кучми». У 2011 році президент Віктор Янукович, згідно з антирейтингом від ГО Інституту масової інформації, зайняв перше місце серед "Ворогів преси-2010".
В цей період українські медіа все виразніше поділяються на провладні та опозиційні, останні з яких намагаються стояти на захисті демократії та виконувати наглядову функцію. Так, Інтернет-видання Українська правда продовжує займати високі рейтинги серед української аудиторії, досягши свого піку 24 січня 2014 року під час подій на вулиці Грушевського. На сторінках УП публікуються журналістські розслідування Мустафи Найєма та Сергія Лещенко, які ведуть власні блоги. Особливо знаковим стає запитання Мустафи Найєма до Віктора Януковича під час прес-конференції 21 грудня 2011 року і  "крилатий" вислів Януковича «я вам не заздрю» , що викликав в суспільстві справедливий резонанс .
29 жовтня 2011 року стартує Громадський Рух "Чесно", який об’єднав представників різних громадських організацій з метою «стимулювати прозорість, підзвітність та відкритість представників влади та запит на якісну політику серед громадян». До складу руху входять і представники громадських об’єднань журналістів. Результатом багаторічної діяльності руху є не потрапляння недоброчесних кандидатів до певних партій, прогрес у питанні особистого голосування і ґрунтовні розслідування діяльності міністрів Миколи Азарова у 2013 році 
З 2004 року працює опозиційне Інтернет-видання Цензор. нет, яке набуває найбільшої популярності під час Євромайдану і входить сьогодні в топ-рейтинги інформаційних ресурсів України. Юрій Бутусов, якій є головним редактором Цензору публікує гучні скандали, корупційні оборудки, питання підкупу виборців, а також всебічно розглядає кандидатів на різні державні посади. Під час Революції Гідності був одним з репортерів, які постраждали від неправомірних дій силовиків.
Сміливі критичні матеріали публікує щотижневий суспільно-політичний часопис Український Тиждень, що називає період правління Януковича "режимом", та "м’яким авторитаризмом": "Узурпація ім'ям народу: режим Януковича хоче позбавити громадян можливості впливати на владу" - №46(263) , " «М’який авторитаризм». Режим Януковича обрав тактику повзучої узурпації влади" - №15(283) .
22 листопада 2013 року починає працювати Громадське телебачення , яке стрімко починає завойовувати аудиторію, передусім висвітленням перебігу Євромайдану , під час якого стає найважливішим джерелом інформації завдяки прямим онлайновим трансляціям (стрімам) з місця подій . Найвпливовішим стрімером від Громадського виступає журналіст Богдан Кутєпов, який також відомий своєю діяльністю в жанрі журналістських розслідувань. У 2014 році до Громадського приєднується проєкт Слідство.Інфо — незалежна українська агенція журналістських розслідувань, створена у 2012 році журналістами Дмитром Гнапом та Анною Бабінець. Проєкт спеціалізується на розслідуваннях корупції в органах влади та гучних кримінальних злочинах. Щотижнева телевізійна програма Слідство. Інфо також виходить на каналах "Перший" та "Телеканал 24".
Відповідаючи на суспільний запит аудиторії в підзвітності українських політиків, до студії Громадського запрошують представників різних політичних сил. Важливу роль в цих зустрічах у форматі інтерв’ю відіграє професіоналізм ведучого Громадського ТБ Романа Скрипіна. Популярними і обговорюваними ефірами стають зустрічі з представниками ПР: 5 грудня 2013 року з Михайлом Чечетовим , 4 квітня 2014 року з Олегом Царьовим , 25 червня 2014 року з Нестором Шуфрічем  та багато інших.
У 2013 році стартує проєкт антикорупційних розслідувань "Наші гроші" з журналістом-розслідувачем Денисом Бігусом, який пізніше об’єднає низку антикорупційних й інформаційних проєктів під назвою Bihus.Info. Програма «Наші гроші з Денисом Бігусом» виходить в ефір на "24-му каналі" та на каналі "Перший" з метою викриття корупційних схем українських чиновників, прихованих економічних інтересів і невідповідності задекларованих та реальних статків . На рахунку проєкту резонансні розслідування пов'язані з народним депутатом Юрієм Іванющенко — "Межигір'я-2. Версаль Іванющенка" , заступником міністра МВС Сергієм Чеботарем — "Заступник міністра МВС Сергій Чеботар: грабіж, забудови, бізнес" ,  лідером руху "Український вибір" Віктором Медведчуком — "Кощій Медведчук: газова скриня, тютюнові яйця"  та великою кількістю інших резонансних розслідувань.
У лютому 2014 року, наприкінці Революції Гідності, з’являється інтернет-проєкт YanukovychLeaks, створений для вивчення та публікації документів, знайдених у резиденції "Межигір'я" після втечі з України президента Віктора Януковича. До проєкту долучається група журналістів і волонтерів — представників різних засобів масової інформації. Виявлені та оприлюднені під час розслідування  факти YanukovychLeaks сприяли оголошенню у розшук Інтерпола Віктора Януковича та інших втікачів — колишніх прем'єр-міністра Миколу Азарова та міністра фінансів Юрія Колобова.
2014 рік також приносить позбавлення від контролю корупційного державного апарату та «сім’ї» Януковича. З’являється певний плюралізм у телепросторі, хоча він й носить олігархічний характер і провокує масштабні олігархічні медіа-війни. Розпочинається процес відходу українського медійного простору від тотальної залежності російського впливу.
У 2014 році виходить перший випуск щотижневої телевізійної програми журналістських розслідувань "Схеми:корупція в деталях" — спільний проєкт "Радіо Свобода" та телеканалу "Перший" про високопосадову корупцію.. Проєкт відмічений великою кількістю резонансних розслідувань, серед яких низка пов'язаних з 5-м президентом України Петром Порошенко: матеріал про оборудки з елітною землею "Царське село Порошенко" за авторством Максима Савчука, матеріал про таємний відпочинок на Мальдівах "Mr. Petro Incognito. Таємна відпустка президента Порошенка" за авторством Михайла Ткача та Наталії Седлецької , розслідування пов'язане з сином Арсена Авакова, більш відоме як "Справа про рюкзаки Авакова" у матеріалі "Приховані зйомки в МВС. Син Авакова, рюкзаки та бюджетні гроші"  та багато інших, пов'язаних з високопосадовцями.
Російська збройна агресія проти України, яка до того ж посилюється інформаційною війною, вносить корективи в роботу вітчизняних ЗМІ. Медійникам доводиться шукати баланс між свободою слова і обмеженням цієї свободи, якщо воно шкодить національній безпеці. Актуальними напрямками роботи журналістів та громадських діячів стають фактчекінг та OSINT-розвідка, що дозволяють боротися з неправдивою інформацією, або шукати і знаходити приховану правду. Так у 2014 році виникають такі проєкти як StopFake – сайт з перевірки фактів і боротьбі з дезінформацією поширюваних в ЗМІ  та Inform Napalm – волонтерський проєкт за керівництвом Романа Бурко, який інформує суспільство про російсько-терористичну загрозу. Завдяки розслідуванню ІнформНапалму був встановлений безпосередній командир 53-ї зенітно-ракетної бригади, відповідальний за вбивство пасажирів рейсу МН17, а дані використані у звіті дослідницької групи Bellingcat.

### Фактчекінг в Україні
Фактчекінг можна визначити як перевірку тверджень на повноту, достовірність та наявність маніпуляцій, що дозволяють захищати суспільство від брехні та допомагають виховати в громадян критичне мислення. Також фактчекінг може змусити політиків відповідати за свої твердження і поліпшує якість політичної дискусії. 19 квітня 2019 року, під час трансляції "Радіо Свобода" дебатів на "НСК Олімпійський", між кандидатами в президенти України Петром Порошенко та Володимиром Зеленським, був проведений перший в Україні фактчекінг в прямому ефірі. Окрім фактчекінгу відеотрансляції журналісти зробили більш детальну перевірку заяв на своєму сайті.
Найвідоміші українські організації, які займаються фактчекінгом це StopFake, VoxUkraine, FactCheck та "Слово і діло".
Слово і діло — перший український фактчек-ЗМІ започаткований у 2008 році у вигляді аналітичного порталу, який проводить систематичний моніторинг та фіксацію обіцянок публічних персон, а також відстежує їх виконання. ТОВ ІА "Слово і Діло" було засноване Катериною Пітєніною , яка також виконує функції головного редактору порталу. Окрім публікацій найважливіших новин, коментарів та аналітики, портал дозволяє перевірити рівень відповідальності будь-якої посадової особи, стан, обіцяного/виконаного і порівняти між собою тих чи інших посадовців, що в загальному підсумку дозволяє реалізації принципу транспарентності та підзвітності влади.
StopFake — це проєкт викладачів, студентів та випускників Могилянської школи журналістики (НаУКМА) та програми для журналістів і редакторів Digital Future of Journalism, а також інших небайдужих журналістів, редакторів і перекладачів з перевірки фактів. Сайт StopFake почав свою роботу 2 березня 2014 року і акцентував увагу на перевірці й спростуванні неправдивої та перекрученої інформації, пропаганді та дезінформації, що поширювалася в ЗМІ. Пізніше проєкт перетворився на інформаційний хаб, де аналізується таке явище як кремлівська пропаганда, а також дослідження її впливу на інші Європейські країни.
VoxCheck — проєкт VoxUkraine започаткований у 2016 році, що викриває брехню та маніпуляції українських політиків. До проєкту залучено 5 аналітиків, 20 волонтерів та 7 членів редакційної колегії, які здійснюють перевірки методом рецензування.  У 2017 році журнал "Новое время" опублікував хіт-парад політичних брехунів заснований на роботі команди фактчекерів. Завдяки проведеному аналізу був складений рейтинг тих, хто частіше говорить неправду. Серед лідерів опинилися Юлія Тимошенко, Вадим Рабінович та Юрій Бойко.

### Дієвість наглядової журналістики в результатах.
Прим. В таблиці наведені лише деякі показові приклади, які відповідають основним принципам діяльності в наглядовій журналістиці, проте не відображають їх повну кількість за певний період часу.
| Рік                 | Журналістській матеріал | Реакція |
| ------------------- | --- | --- |
| 13 листопада 2009   | Розслідування журналістів Української правди в матеріалі «Таміфлю з посередником і без. Ціна втрачених життів» за авторством Олександра Акименко та Єгора Соболєва пов’язане з непрозорою закупівлею ліків марки Тамифлю під час прем’єрства Юлії Тимошенко . | 17 листопада 2009 відбулося перше засідання комісії з питань розслідування дій при закупівлі за державний кошт медичного обладнання та ліків у 2007–2009 роках |
| 15 травня 2015      | Розслідування журналістів програми Схеми: корупція в деталях в матеріалі "Голова ДАІ заховав маєток і відмовляється показувати декларацію" стосовно невідповідності задекларованого майна голови ДАІ Олександра Єршова .                                      | Оприлюднена інформація про розкішне життя начальника ДАІ викликає суспільний резонанс через що вже 19 травня 2015 року Олександр Єршов подає рапорт на звільнення, а також ініціюється службове розслідування . 4 червня 2015 року, за запитом Сергія Лещенка (депутата БПП), ГПУ відкриває кримінальне впровадження щодо колишнього очільника ДАІ . |
| 3 квітня 2016       | Розслідування журналістів Слідство.Інфо в матеріалі "Подвійне життя президента", засноване на глобальному розслідуванні "Panama Papers" щодо офшорної компанії президента Петра Порошенко .                                                                   | Розслідування одразу викликало в суспільстві широкий розголос.Характер подачі матеріалу та його емоційність, на фоні російської агресії і трагічних подій в Іловайську, викликає також професійну дискусію серед представників мас-медіа , яке виявило недостатній рівень як саме ведення таких дискусій серед журналістів , так і якості подання результатів подібних розслідувань з боку розслідувачів . |
| 25 лютого 2019 року | Команда журналістів проєкту Наші Гроші оприлюднює розслідування пов'язане з корупцією та розкраданням в оборонному комплексі України в матеріалі "Друзі Президента крадуть на оборонці" .                                                                     | Факти розслідування дуже швидко тиражуються іншими ЗМІ і набувають широкого розголосу . 26 лютого Президент України вимагає від правоохоронців термінової перевірки інформації розслідування і підтримує тимчасове відсторонення від посади першого заступника секретаря Ради національної безпеки і оборони України Олега Гладковського . 4 березня 2019 року Президент України підписує указ про звільнення Олега Гладковського з посади першого заступника Секретаря Ради національної безпеки і оборони (РНБО) і з посади голови міжвідомчої комісії з політики військово-технічного співробітництва (ВТС) та експортного контролю. |

## Критика
Концепція наглядової журналістики не є вільною від критики. На Заході відмічається, що  сфера наглядової журналістики з часом зменшилася і в 2005 році спостерігачі стверджували, що нинішній період "не є часом багатим на watchdog звіти у будь-яких ЗМІ".  Це відбувається в рамках проблеми, що багато журналістів мають тенденцію «зображати статус-кво, а не радикально його оскаржувати» . Це зменшення, однак, не може привести до припущення, що існує недостатньо критичних тем для написання чи повідомлення. Насправді, навпаки, є достатньо матеріалів для роботи. Попри те, що в 1974 році наглядова журналістика в США допомогла Ніксону покинути свій пост, то у 2003 році ситуація виглядає інакше. Під час війни в Іраку частина авторитетних ЗМІ виявилася налаштованою більш "про-войовничо" , без належного виконання функцій критичного контролю. Багато фахівців у засобах масової інформації, "здається, відчували, що це не їх роль робити виклик адміністрації" . Однак критики, частину цієї провини спрямовують і на саме суспільство, оскільки їх інтерес до наглядової журналістики є «непостійним і часом швидкоплинним» . Вони також розглядають роль наглядової журналістики як «керованою власними інтересами, а не прагненням захищати громадські інтереси» . Сюди можна віднести і відхід певних ЗМІ від головних постулатів наглядової журналістики, а саме «знаходитись на певній відстані від влади і вміти кидати їй виклик», особливо під час політичних кампаній. Так видання The New York Times в матеріалі від 24 вересня 2016 року "Hillary Clinton for President"  — прямо заявляє про підтримку Гілларі Клінтон на посаді президента США. В Україні таку пряму підтримку кандидату на посаду президента України Петру Порошенку висловило видання Texty.org.ua , що в сукупності віддаляє їх швидше не від влади, як потрібно для неупередженості, а від частини аудиторії. Зацікавлена ж частина аудиторії (на прикладі американської), таким чином перетворюється на однодумців, людей (за визначенням професора Колумбійського університету Роберта Шапіро (Robert Shapiro)), «які підписуються і читають Нью-Йорк Таймс, здебільшого - людей, що виступають проти Трампа, які не думають, що це фальшиві новини» . Також можна свідчити, що з обранням Дональда Трампа на посаду президента США, інтерес до наглядової журналістики зростає, «Трамп знову зробив журналістику великою» — вважає журналіст The Washington Post та лауреат Пулітцерівської премії Скотт Гігам (Scott Higham) .
В українських реаліях не бракує журналістів з критичним мисленням, оскільки такий популярний на Заході вид журналістики як утилітарна (utility journalism), що зосереджена більше на пропозиціях по вирішенню проблем чи повідомленнях про буденні речи — в Україні не популярна. Навпаки, після Революції Гідності багатьом журналістам було важко відійти від «полум’яної риторики революціонерів» і не шукати у всьому лише чорне . Згідно з опитуванням "Детектор Медіа" у 2017 році, яке проводилося серед журналістів, головними проблемами є «непрофесійність і неосвіченість, відсутність солідарності і зарозумілість, економічна залежність, безкарність і пропаганда» . На цьому фоні дуже показовим прикладом є звинувачення організації "Стоп Корупція", яка займається розслідуваннями — у непрофесіоналізмі та створенні замовних матеріалів . Подібні випадки кидають тінь не лише на інші розслідування цієї організації, а й на розслідувальну журналістику загалом.